# Comuna Lavocine, Skole
Lavocine (în ucraineană Лавочне) este o comună în raionul Skole, regiunea Liov, Ucraina, formată din satele Lavocine (reședința) și Ternavka.

## Demografie
Componența lingvistică a comunei Lavocine
     Ucraineană (99,49%)
     Alte limbi (0,41%)
Conform recensământului din 2001, majoritatea populației comunei Lavocine era vorbitoare de ucraineană (99,49%), existând în minoritate și vorbitori de alte limbi.